# Psen terayamai
Psen terayamai (лат.) — вид ос рода Psen из семейства Psenidae (до 2018 в Pemphredoninae, Crabronidae). Восточная Азия: Тайвань. Назван в честь коллектора типового экземпляра японского мирмеколога Mamoru Terayama (Laboratory of Applied Entomology, The University of Tokyo, Токио).

## Описание
Мелкая оса, длина 10 мм. От близких представителей рода Psen вид P. terayamai отличается следующими признаками: все ноги черные, за исключением серо-белой голенной шпоры, голени коричневые; брюшко черное; наличник с серебристыми волосками; проподеум с тонкими продольными бороздками, иногда доходящими до проподеальной площадки; брюшные тергиты с прямыми или несколько изогнутыми, короткими волосками, петиоль без блеска. Форма петиоля цилиндрическая, без киля.